# Villa de Cura
Villa de Cura è sede del municipio Zamora e, per popolazione, rappresenta la quinta realtà urbana dello Stato venezuelano di Aragua con oltre 70.000 abitanti. Si sviluppa in una valle a 526 msm. Possiede un clima di tipo tropicale, con temperature medie annue elevate, ma non torride (generalmente comprese fra i 24 °C e i 25 °C) e precipitazioni che per lo più non superano gli 800 mm annui, concentrati in massima parte fra la tarda primavera e gli inizi dell'autunno.

## Storia
La città venne fondata dal generale Juan de Bolívar y Villegas, nonno di Simón Bolívar, su terre di sua proprietà, il giorno 25 maggio 1722 (data dell'autorizzazione concessa, mediante apposita cedula, dal re Filippo V di Spagna). Nella seconda metà del XIX secolo fu, per brevi periodi, capitale dello Stato Guzmán Blanco, entità politico-territoriale soppressa nel 1889 per dar vita agli attuali stati di Miranda ed Aragua.
Secondo i dati del primo censimento della popolazione venezuelana (1873) Villa de Cura già superava all'epoca i 5.000 abitanti che passarono a 8.294 nel 1941 e a 10.348 nel 1950. Negli anni cinquanta la città conobbe uno sviluppo economico notevole grazie anche all'immigrazione di spagnoli, portoghesi e soprattutto italiani. Fra i discendenti di questi ultimi vi è anche Stefano Mangione, attuale (2008) sindaco del municipio di Zamora, di cui Villa de Cura è capoluogo. Al termine del grande flusso migratorio di quel periodo, la città aveva quasi raddoppiato la propria popolazione, che sfiorò le 20.000 unità nel 1961. Villa de Cura, situata alle porte della regione llanera, nota per i suoi allevamenti di bovini, era infatti divenuta, in quegli anni, uno dei massimi mercati di bestiame della regione e un importante centro di macellazione della carne.
Fra gli anni settanta e novanta del Novecento sono sorte, in città e nelle sue immediate vicinanze, importanti piantagioni di ortaggi, alberi da frutta e canna da zucchero.
Negli ultimi tre decenni del XX secolo anche il settore industriale ha conosciuto un notevole sviluppo, grazie alla nascita di alcune manifatture legate sia al settore alimentare che a quello metalmeccanico.